# András Hajnal

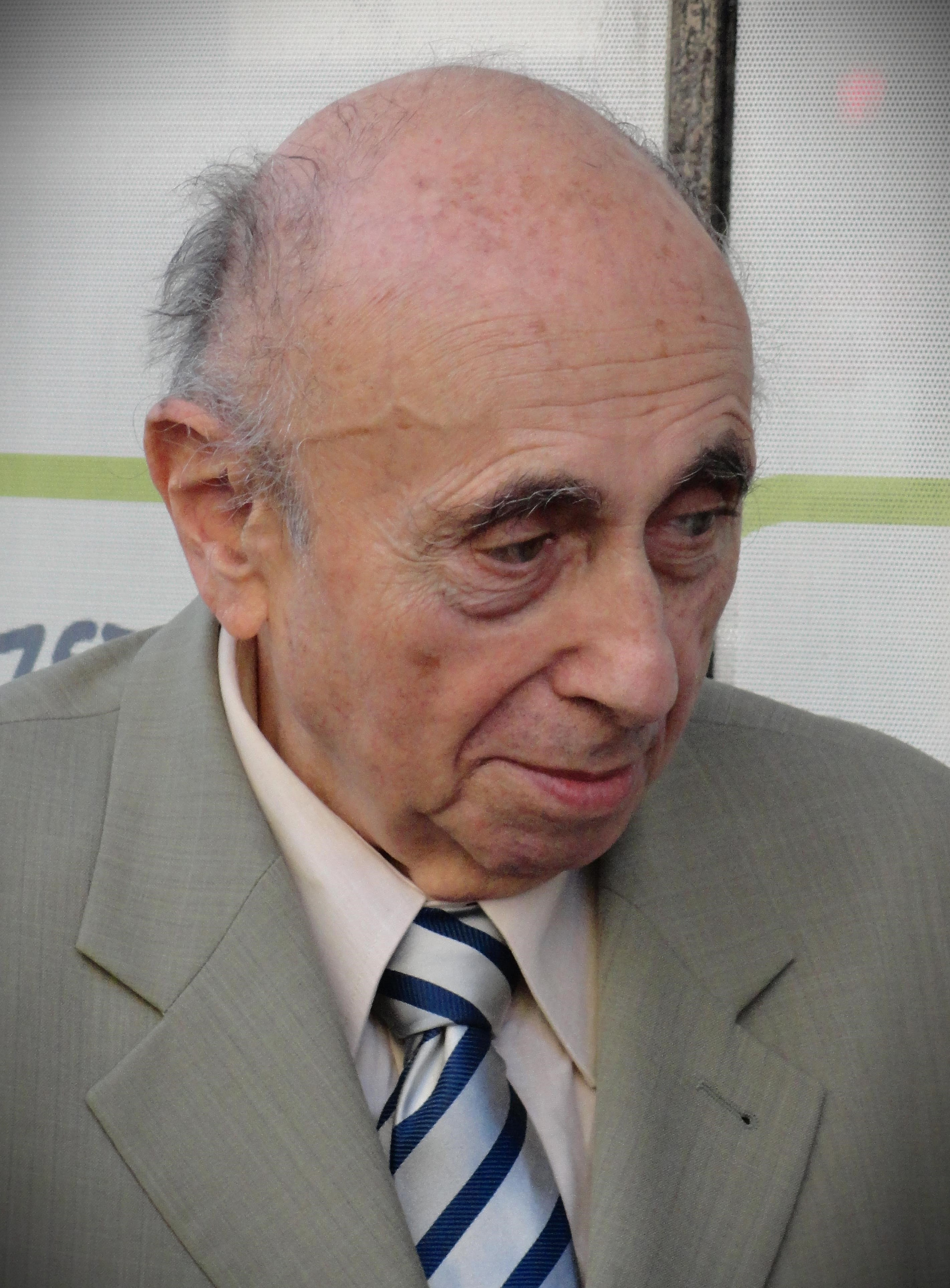
András Hajnal, 2012

András Hajnal (* 13. Mai 1931 in Ungarn; † 30. Juli 2016) war ein ungarischer Mathematiker.
Hajnal studierte Mathematik an der Eötvös-Loránd-Universität in Budapest, wo er 1953 sein Diplom erhielt. Er wurde 1957 bei László Kalmár promoviert (Kandidatentitel) und 1962 habilitiert (Doktortitel). Ab 1956 lehrte er an der Eötvös-Loránd-Universität. 1994 ging er in die USA an die Rutgers University, wo er 2004 emeritierte. Er war dort Direktor des DIMACS (Center for Discrete Mathematics and Theoretical Computer Science).
Hajnal beschäftigte sich mit Mengenlehre und Kombinatorik. Er arbeitete eng mit Paul Erdős zusammen, mit dem er 56 Arbeiten veröffentlichte. Von ihm und seinem Studenten Endre Szemerédi stammt das Hajnal-Szemeredi Theorem über Graphenfärbungen (1970), ursprünglich von Erdős vermutet. Es besagt, dass für Graphen mit maximalem Knotengrad k eine möglichst gleichförmige Färbung mit k+1 Farben existiert. Ein Satz in der axiomatischen Mengenlehre über eine Partitionsfunktion ist nach ihm und James Baumgartner benannt.
Hajnal war seit 1982 Mitglied der Ungarischen Akademie der Wissenschaften und leitete deren Mathematikinstitut von 1982 bis 1992. 1980 bis 1990 war er Sekretär der Mathematischen Gesellschaft Janos Bolyai und 1990 bis 1996 deren Präsident. 1974 war er Invited Speaker auf dem Internationalen Mathematikerkongress in Vancouver (Results and independence results in set theoretical topology). Er war Fellow der American Mathematical Society.
Hajnal war ein passionierter Schachspieler.

## Schriften (Auswahl)
- mit Paul Erdős, Attila Máté, Richard Rado: Combinatorial set theory. Partition relations for cardinals (= Studies in Logic and the Foundations of Mathematics. 106 = Disquisitiones Mathematicae Hungaricae. 13). North-Holland u. a., Amsterdam u. a. 1984, ISBN 0-444-86157-2.
- als Herausgeber mit Alan Baker, Béla Bollobás: A tribute to Paul Erdős. Cambridge University Press, Cambridge u. a. 1990, ISBN 0-521-38101-0.
- mit Péter Hamburger: Halmazelmélet. Tankönyvkiadó, Budapest 1983, ISBN 963-17-6920-8 (englisch: Set Theory (= London Mathematical Society Student Texts. 48). Cambridge University Press, Cambridge u. a. 1999, ISBN 0-521-59667-X).